# Laura Nicolini (cestista)
Laura Betiana Nicolini (Florida, 14 agosto 1975) è un'ex cestista argentina con cittadinanza italiana, 175 cm per 64 kg giocava nel ruolo di playmaker.

## Carriera
Laureata in Scienze motorie, inizia la sua carriera cestistica nelle giovanili del Club Atletico Platense.
Nel 1995 approda al Club Atlético Vélez Sarsfield dove disputa e vince cinque campionati nella massima serie argentina.
Nel 2001-02 si trasferisce in Brasile dove gioca per Itatiba, Jundai e Unimed/Americana. L'anno seguente arriva in Italia al Cus Chieti (A1), che se ne aggiudica le prestazioni sportive per l'annata 2002-03. Nel 2003-04 firma per la squadra spagnola del Ros Casares Valencia, dove gioca l'Eurolega.
L'anno successivo (2004-05) torna in Italia alla Penta Faenza (A1), per poi attraversare l'oceano e disputare un anno (2005-06) in patria all' Union Florida. Nel 2006 risponde alla chiamata del CUS Cagliari (A2), guidato da Roberto Fioretto, dove rimane per tre campionati, sfiorando nel 2009 la finale promozione  per l'A1. Nel 2009-10 passa alla Calabra Maceri Rende (A2). Nel 2011-12 torna a Cagliari, sponda Virtus (A2), firmando il rinnovo anche per la stagione 2012-13.